# Тиста
Ти́ста (англ. Teesta, непальск. टिस्ता खोला — «Тиста Кхола», бенг. তিস্তা নদী — «Тиста Ноди»), река в Индии и Бангладеш, приток Брахмапутры. Главная водная артерия бывшего княжества, ныне индийского штата Сикким, протекает через весь штат, прорезав глубокую долину в Гималаях с собственным микроклиматом. На некотором протяжении образует границу между штатами Сикким и Западная Бенгалия, затем протекает по Западной Бенгалии и Бангладеш, где впадает в Брахмапутру.

## Течение
Вытекает из озера Кхангчунг, подпитываемого ледником Тиста, на самом северо-востоке Сиккима, на границе с Тибетом. В верхнем течении называется Чомбо (англ. Chombo). Течёт сначала на запад, вдоль северной границы Сиккима, затем поворачивает на юг и разрезает штат фактически пополам. Крупные притоки в Сиккиме: правый Зему — питается от крупнейшего в Сиккиме ледника Зему; левый Лачунг — собирает весь сток южного склона массива Кангченгйяо, с северного склона которого начинается сама Тиста; правый Талунг — собирает весь сток массива Канченджанги южнее ледника Зему; левый Рангпо. У города Рангпо Тиста поворачивает на юго-запад и течёт по границе штатов Сикким и Западная Бенгалия. Около подвесного моста, по которому проходит дорога из Дарджилинга в Калимпонг, в Тисту впадает её крупнейший (левый) приток, Рангит. После этого река поворачивает на юг и течёт по территории Западной Бенгалии, под Коронационным мостом, по которому проходит дорога, соединяющая основную территорию Индии с Ассамом и другими восточными штатами, и к Джалпайгури. Затем река переходит на территорию округа Рангпур в Бангладеш и впадает в Брахмапутру около Фулчерри.

## География
В верхнем течении, в Сиккиме, река прорезала овраги и ущелья в холмистом ландшафте. По берегам растут лиственные деревья и кустарники, характерные для субтропического климата, на больших высотах на склонах ущелий появляется альпийская растительность. Встречаются отмели из белого песка, который используется в строительной промышленности Сиккима.
Между городами Рангпо и Лохапул Тиста характеризуется очень сильным течением. Этот участок очень популярен среди любителей рафтинга. В 1915 году городской инженер Дарджилинга, Робертсон, утонул после того как его лодка из-за сильного течения попала в водоворот.
В сезон муссонов уровень реки существенно увеличивается; увеличивается также скорость течения. В верхнем течении реки часты оползни, запруживающие реку.

## Изменения русла реки
После 1500 года русла некоторых рек Бенгалии претерпели большие изменения. Предполагается. что аналогичные изменения происходили также и ранее, хотя свидетельств этому в настоящее время нет. Русло Тисты неоднократно менялось с течением времени.
Ранее Тиста к югу от Джалпайгури текла тремя рукавами: Каратоя на востоке, Пунарбхаба на западе и Атрай в центре. По всей видимости, именно такая конфигурация дала имя реке, Тристрота (состоящая из трёх потоков), что позже было сокращено до Тиста. Пунарбхаба впадала в реку Махананда, а Атраи протекала через заболоченную местность, известную как Чалан Бил, впадала в Каратою, после чего последняя впадала в реку Падма около Джафарганджа. После опустошительного наводнения 1787 года Тиста поменяла своё русло и повернуло на юго-восток, где слилась с Брахмапутрой.
Самыми старыми дошедшими до нас картами Бенгалии являются карты Реннеля, выполненные с 1764 по 1777 год. На этих картах показано, что в Бенгалии Тиста разделяется на рукава, по очереди впадающие в Махананду, которая, в свою очередь, под названием Хоорсагар впадала в Ганг у современного города Гоалундо. Река Хоорсагар существует до сих пор, но впадает не в Ганг, а в основной рукав реки Джамуна на несколько километров выше Гоалундо, где последняя впадает в Падму.

## Природоохранные вопросы
Правительство Сиккима в 2007 году объявило о планах строительства 26 гидроэлектростанций на Тисте. Четыре планируемых водохранилища находятся на территории национального парка Канченджанга. Хотя правительство утверждает, что строительство не повлияет на экологию парка, планы вызвали широкий общественный протест.